# Kanton Wingles
Der Kanton Wingles ist seit 1985 ein französischer Kanton im Arrondissement Lens, im Département Pas-de-Calais und in der Region Hauts-de-France. Sein Hauptort ist Wingles.

## Gemeinden
Der Kanton besteht aus neun Gemeinden mit insgesamt 43.384 Einwohnern (Stand: 1. Januar 2022) auf einer Gesamtfläche von 51,69 km²:
| Gemeinde        | Einwohner 1. Januar 2022 | Fläche km² | Dichte Einw./km² | Code INSEE | Postleitzahl |
| --------------- | ------------------------ | ---------- | ---------------- | ---------- | ------------ |
| Bénifontaine    | 337                      | 4,24       | 79               | 62107      | 62410        |
| Estevelles      | 2.002                    | 2,54       | 788              | 62311      | 62880        |
| Grenay          | 6.674                    | 3,22       | 2.073            | 62386      | 62160        |
| Hulluch         | 3.377                    | 5,74       | 588              | 62464      | 62410        |
| Loos-en-Gohelle | 6.850                    | 12,70      | 539              | 62528      | 62750        |
| Meurchin        | 3.715                    | 4,64       | 801              | 62573      | 62410        |
| Pont-à-Vendin   | 3.099                    | 2,01       | 1.542            | 62666      | 62880        |
| Vendin-le-Vieil | 8.596                    | 10,67      | 806              | 62842      | 62880        |
| Wingles         | 8.734                    | 5,93       | 1.473            | 62895      | 62410        |
| Kanton Wingles  | 43.384                   | 51,69      | 839              | 6239       | –            |

Bis zur Neuordnung bestand der Kanton Wingles aus den fünf Gemeinden Bénifontaine, Hulluch, Meurchin, Vendin-le-Vieil und Wingles. Sein Zuschnitt entsprach einer Fläche von 31,22 km2.